# Vlaamse Volksbond
Vlaamse Volksbond was een overkoepelende katholiek-flamingantische vereniging.

## Geschiedenis
De katholieke Vlaamsvoelende opinie was in 1950 erg mistevreden over de afwikkeling van de Koningskwestie. Tijdens de IJzerbedevaart van 20 augustus 1950 riep voorzitter Jan Fransen op tot vereniging van de (katholieke) Vlaamsgezinden in een Vlaamse Volksbond.
Een dergelijke vereniging was voorbereid door onder andere Leo Lindemans, Robert Vandeputte en Corneel Heymans. Nog in augustus 1950 werd een stichtingsvergadering gehouden, met een dertigtal stichters, onder wie Edward Amter, Edward Clottens, Angela Tysmans, Jozef Goossenaerts, Baldewijn Steverlynck, Maurits van Haegendoren, Marcel Vandewiele, Jozef Van Overstraeten. Dit betekende dus een mengeling van vooraanstaande katholieken en van bekende Vlaams-nationalisten. Robert Vandeputte werd voorzitter.
De doelstelling lag in de lijn van de vooroorlogse Katholieke Vlaamsche Landsbond en streefde naar de toetreding van zoveel mogelijk katholieke verenigingen. Na een paar maanden volgde het samengaan met de Landsbond, met als nieuwe voorzitter Paul Heymans. De vereniging slaagde er niet in om zich uit te bouwen tot een massabeweging. Naarmate de meest door de collaboratie getekende Vlaams-nationalisten vrij kwamen uit de gevangenis, keerden ze zich tegen deze nieuwe vereniging.
In 1951 werd aan de vereniging de naam Vlaamse Volksraad gegeven en werd op een nieuwe impuls gerekend. Ook dit lukte niet en in 1953 ging de vereniging ter ziele.